# Cats Without Claws
Albums de Donna Summer
She Works Hard for the Money
(1983) All Systems Go
(1987)
Singles
1. There Goes My Baby
Sortie : 5 juillet 1984
2. Supernatural Love
Sortie : 23 octobre 1984
3. Eyes
Sortie : 14 mai 1985

Cats Without Claws est le douzième album studio de la chanteuse américaine Donna Summer, sorti le 11 septembre 1984 chez Geffen Records.

## Liste des titres
Toutes les chansons sont écrites et composées par Michael Omartian et Donna Summer, sauf indication contraire.
| 1. | Supernatural Love  | - Omartian - Bruce Sudano - Summer                     | 3:33 |
| 2. | It's Not the Way   |                                                        | 4:22 |
| 3. | There Goes My Baby | - Benjamin Nelson - Lover Patterson - George Treadwell | 4:05 |
| 4. | Suzanna            |                                                        | 4:29 |
| 5. | Cats Without Claws |                                                        | 4:20 |

| Face B | Face B          | Face B                       | Face B | Face B | Face B | Face B | Face B | Face B | Face B |
| No     | Titre           | Auteur                       | Durée  |        |        |        |        |        |        |
| ------ | --------------- | ---------------------------- | ------ | ------ | ------ | ------ | ------ | ------ | ------ |
| 6.     | Oh Billy Please |                              | 4:55   |        |        |        |        |        |        |
| 7.     | Eyes            |                              | 4:45   |        |        |        |        |        |        |
| 8.     | Maybe It's Over | Summer                       | 4:43   |        |        |        |        |        |        |
| 9.     | I'm Free        | - Omartian - Sudano - Summer | 4:29   |        |        |        |        |        |        |
| 10.    | Forgive Me      | - Dony McGuire - Reba Rambo  | 4:30   |        |        |        |        |        |        |
| 44:36  |                 |                              |        |        |        |        |        |        |        |

## Classements
| Classement (1984)                    | Meilleure position |
| ------------------------------------ | ------------------ |
| Allemagne de l'Ouest (Media Control) | 39                 |
| Australie (Kent Music Report)        | 91                 |
| Espagne (AFYVE)                      | 12                 |
| États-Unis (Billboard 200)           | 40                 |
| Europe (European Top 100 Albums)     | 22                 |
| Italie (Musica e dischi)             | 25                 |
| Japon (Oricon)                       | 33                 |
| Norvège (VG-lista)                   | 15                 |
| Pays-Bas (Mega Album Top 100)        | 19                 |
| Royaume-Uni (UK Albums Chart)        | 69                 |
| Suède (Sverigetopplistan)            | 10                 |
| Suisse (Schweizer Hitparade)         | 13                 |